# Le Jugement dernier (Georges Reverdy)
Le Jugement dernier est une gravure sur cuivre au burin réalisée par Georges Reverdy. Il existe des exemplaires à Dresde, Caen, Londres, Los Angeles, New York, Cobourg ainsi qu'à Paris à la BnF au département des estampes et dans une collection particulière. Elle mesure 200 mm de diamètre.

## Description
Cette gravure très chargée représente le Christ dans les airs, entourés d'une multitude de personnages présents dans les cieux et en enfer. Parmi les personnages dans les cieux figurent Marie, des anges, Adam et Ève. L'enfer est représenté par des flammes, avec la présence de monstres torturant les pêcheurs. 